# Benito Graña
José Benito Graña (Salta, 1802 - Santa Fe, 1868) fue un abogado y político argentino, que ejerció interinamente como gobernador de la Provincia de Santa Fe.

## Biografía
Cursó sus estudios primarios y secundarios en su ciudad natal, y se doctoró en leyes en la Universidad de Charcas en 1819.
Participó en la política de la Provincia de Salta durante la gobernación del general José Ignacio Gorriti, de quien fue ministro general de gobierno. Tras la caída del partido unitario en 1832, su sucesor, el general Pablo Latorre lo nombró también su ministro general, ejerciendo varias veces como su gobernador delegado.
Cuando se produjo la guerra civil de 1834, en que Latorre fue derrotado y derrocado, Graña fue su delegado en la gobernación. Tras la derrota entregó pacíficamente el gobierno a sus enemigos, pero el asesinato de Latorre lo incitó a abandonar la provincia a principios de 1835.
Se instaló en Santa Fe, donde trabajó como abogado particular. Durante la guerra civil siguiente se mantuvo alejado del gobierno de Juan Pablo López; su sucesor, Pascual Echagüe, lo nombró su asesor de gobierno.
En 1854 fue elegido diputado nacional por la provincia de Salta, y fue el primer presidente de la Cámara de Diputados de la Nación Argentina. Al finalizar su mandato, en 1858, fue nombrado presidente de la Suprema Corte de Justicia de la Confederación, cuerpo que nunca se reunió. Después de la Batalla de Pavón permaneció en Santa Fe.
En 1862 fue elegido diputado provincial por el partido liberal, dirigido por Domingo Cullen. Fue presidente de ese cuerpo durante el gobierno de Nicasio Oroño, del cual se fue alejando progresivamente.
Cuando en enero de 1868 estalló la revolución que derrocó al gobernador Oroño, Graña se hizo cargo interinamente de la gobernación. De inmediato, el presidente Bartolomé Mitre decretó la intervención federal, pero Graña se negó a reconocerla: en ausencia de Oroño, opinaba que era la legislatura la que debía elegir un nuevo gobernador interino. La solución pasó por elegir gobernador a otro diputado, Camilo Aldao, liberal decidido. Tras elegir a los electores de presidente de la Nación, que votaron a favor de Rufino de Elizalde, el candidato mitrista, Aldao llamó a elecciones para gobernador; pero gracias a la poderosa maquinaria electoral armada por Graña y Simón de Iriondo a favor del Partido Autonomista, este derrotó a los liberales, llevando al gobierno a Mariano Cabal.
Graña falleció en Santa Fe en diciembre de 1868.